# 오진촌
오진촌(応神村)은 도쿠시마현 이타노군에 있던 촌이다. 현재는 도쿠시마시에 해당한다.

## 개요
시코쿠 사부로 유명한 요시노가와 하류부에 있는 마을로 시코쿠 사부로교와 요시노가와교 등의 유명한 교량이 마을에 놓여 있다.
근래에는 근교 농업이 진흥해, 시코쿠 대학이나 생광학원등의 많은 교육 기관이 충실하는 등, 도시화가 진행되고 있다. 오진의 이름은 마을 내에 자리 잡은 별궁 하치만 신사의 주제신에서 따왔다.

## 지리

### 하천
남부에는 요시노강이 흐르고, 그 요시노강 수계인 쇼호지강이 마을의 서부를 흐르고 있다.북부에는 이마키리 강이 흐르고 있어 기타지마 정과 정경을 이루고 있다.
| 하천       | 비고                                                         |
| ---------- | ------------------------------------------------------------ |
| 요시노강   | 일급 하천. 지구 내를 흐르는 하천은 모두 요시노강이 수계이다. |
| 이마키리강 | 요시노강의 쇼호지강.                                         |
| 쇼호지강   |                                                              |

## 역사
- 1889년 - 정촌제 시행에 수반해 이타노군 오진촌이 성립하였다.
- 1916년 - 요시나리 역이 개업하였다.
- 1928년 - 요시노혼초와 오진촌과 연결하는 요시노가와교가 개통하였다.
- 1963년 - 시코쿠 대학이 오진촌 후루카와에 신캠퍼스를 창립하였다.
- 1966년 - 도쿠시마시에 편입하여 도쿠시마시 오진초가 되었다.
- 1987년 - 요시나리 역이 국철 분할 민영화에 의해 JR 시코쿠의 역이 되었다.
- 1996년 - 오진초 요시나리지 나카노세에 도쿠시마 현립 도쿠시마키타고등학교를 창립
- 1998년 - 후도히가시초와 오진초를 잇는 시코쿠 사부로교가 개통

## 교통

### 철도
- 일본국유철도 (JR시코쿠)
  - 고토쿠선

### 도로
- 도도부현도
  - 도도부현도 29호
  - 도도부현도 30호